# Felső-Ausztria
Felső-Ausztria (németül: Oberösterreich, alemann nyelvjárás szerint: Oberöschtriich) Ausztria egyik szövetségi tartománya, mely elsősorban iparosodott vidékeiről, természeti szépségeiről és kulináris különlegességeiről ismert, a történelmi Osztrák Hercegség nyugati részét képezte. 11 981,92 km2-es területével szomszédunk negyedik legnagyobb tartománya, ezzel Ausztria teljes területének mintegy 14,28%-át adja. Illetve közel 1,505 millió fős lakosságával a harmadik legnépesebb tartomány, ezzel szomszédunk népességének 14%-ával rendelkezik, népsűrűsége meghaladja az országos átlagot.
Nyugatról Salzburg és Németország, északról Csehország, keletről Alsó-Ausztria, délről pedig Stájerország határolja. Székhelye a nevezetes ipari központ Linz, amely innovációs városként ismert, különösen az acélgyártás és a digitális művészetek terén. Kulturális életét olyan neves intézmények gazdagítják, mint az Ars Electronica Center és a Brucknerhaus koncertterem. De nevezetesebb települései közé tartozik Hallstatt, a festői tóparti település, amely a világ egyik legrégebbi sóbányájával büszkélkedhet, a középkori óvárosáról, ipari múltjáról és a Steyr és Enns folyók találkozásánál fekvő festői fekvéséről ismert Steyr, az egykoron Ferenc József császár nyári rezidenciájaként otthont adó Bad Ischl, illetve Adolf Hitler szülővárosaként ismert Braunau am Inn.
Területét változatos tájak jellemzik, az északi Mühlviertel dombvidékétől a déli Alpok vonulatáig. Középső részén a Duna kanyarog, amely fontos gazdasági és közlekedési szerepet tölt be. A tartomány nyugati része az Inn folyó völgyével, míg a déli része a Salzkammergut tóvidékével büszkélkedhet, amely olyan híres tavakat foglal magában, mint a Wolfgangsee és a Hallstatti-tó. A legmagasabb pontja a Hoher Dachstein (2995 m), amely népszerű sí- és túrarégió. Éghajlata mérsékelt kontinentális, alpesi hatásokkal.Gazdag természeti kincsekben, köztük erdőkben, hegyekben és folyókban, amelyek kiváló lehetőségeket kínálnak a természetjáróknak.
Történelme gazdag és sokrétű, amely egészen az ókorig nyúlik vissza. A területet először kelta törzsek lakták, majd a római korban Noricum provincia része lett. A középkorban a Babenbergek és később a Habsburgok uralma alá került, ekkor kezdett megerősödni gazdasági és kulturális szerepe. A 16. században a reformáció egyik központja volt, azonban a Habsburgok ellenreformációja visszaszorította a protestantizmust. A 19. században az iparosodás felgyorsult, különösen Linz és Steyr városaiban. A második világháború idején Linz jelentős ipari központ lett, majd a háború után gyors gazdasági növekedés indult el.

## Nevének eredete
Elnevezése a középkori "Österreich ob der Enns" kifejezésből ered, amelynek jelentése "Enns feletti Ausztria". Az Enns természetes határként szolgált, elválasztva a mai Alsó-Ausztriától. A név arra utal, hogy a tartomány az Enns folyótól északra és nyugatra, tehát "feljebb" helyezkedik el a Duna mentén.

## Földrajz

### Nagytájak
Felső-Ausztriát 3 nagy természeti tájegységre lehet felosztani. Északtól dél felé haladva fedezhető fel ez a 3 részre tagolódás.
- A Mühlviertel a Dunától északra terül el, de egyes szakaszai a folyótól délre is megtalálhatóak. A Mühlviertel a bohémiai masszívum gránit- és gneiszplatójához tartozik.
- A Dunától délre terül el az Alpenvorland (Oberösterreichisches Alpenvorland). Ez a táj többnyire dombos, néhány helyen sík. A területen intenzív erdő- és legeltető gazdálkodás folyik.
- A tartomány délnyugati területe egyben a Salzkammergut legnagyobb része.
- A tartomány déli részén az Alpokkal találkozunk. Az Alpoknak ezen csoportja a Salzach és az Enns folyók között terül el (Salzburger-Oberösterreichische Alpen).

### Hegységek
Az Alpok felső-ausztriai vonulatai így tagolódnak:
- Voralpen: Oberösterreichische Voralpen, Sengsengebirge, Reichraminger Hintergebirge, Salzkammergutberge és számos más csoport.
- Kalkhochalpen: Dachsteingebirge és Dachsteinmassiv; Totes Gebirge; Eisenerzer Alpen

### Tavak
Az összes nagyobb felső-ausztriai tó a Salzkammergut vidéken fekszik:
- Almsee
- Attersee
- Hallstätter See
- Irrsee
- Langbathseen
- Mondsee
- Offensee
- Traunsee
- Wolfgangsee.

### Folyók
- Alm
- Aschach
- Duna
- Enns
- Inn
- Krems
- Große Mühl
- Kleine Mühl
- Naarn
- Salzach
- Steyr
- Traun
- Aist
- Antiesen
- Trattnach

## Történelem
A középkorban Felső-Ausztria nagy része a Stájer Hercegséghez tartozott. Először egy 1264-es oklevélben említik. Ekkor II. Ottokár egy vitatott területet felosztva kialakította az „Österreich ob der Enns” tartományt. Innen ered a magyar „Óperencia” szó. 1490-ben a régió hercegség lett. A későbbiekben a tartomány a Habsburg Birodalom része volt, de átmenetileg többször is megszállták a bajorok és a franciák is a napóleoni háborúk idején. 1918 óta az Osztrák Köztársaság része, kivéve az Anschluss időszakát, amikor néhány évig Németországhoz tartozott a terület.

## Közlekedés
Felső-Ausztrián az A8-as, A7-es, A25-ös, A9-es és az A1-es autópálya megy keresztül.

## Felső-ausztriai magyarok
Felső-Ausztriában számos magyar közösség él, akik a történelem folyamán különböző időszakokban vándoroltak be.

## Turizmus

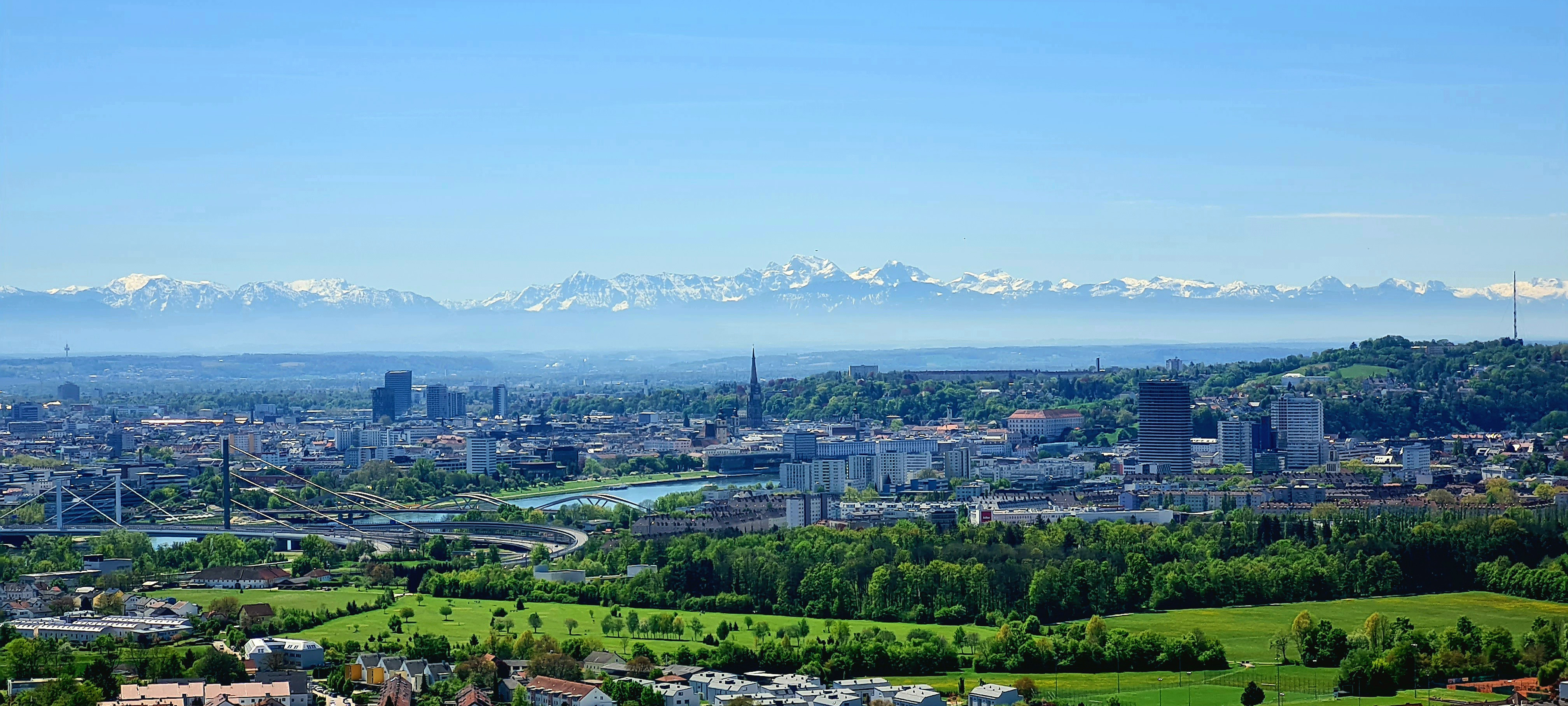
Linz, a székhely
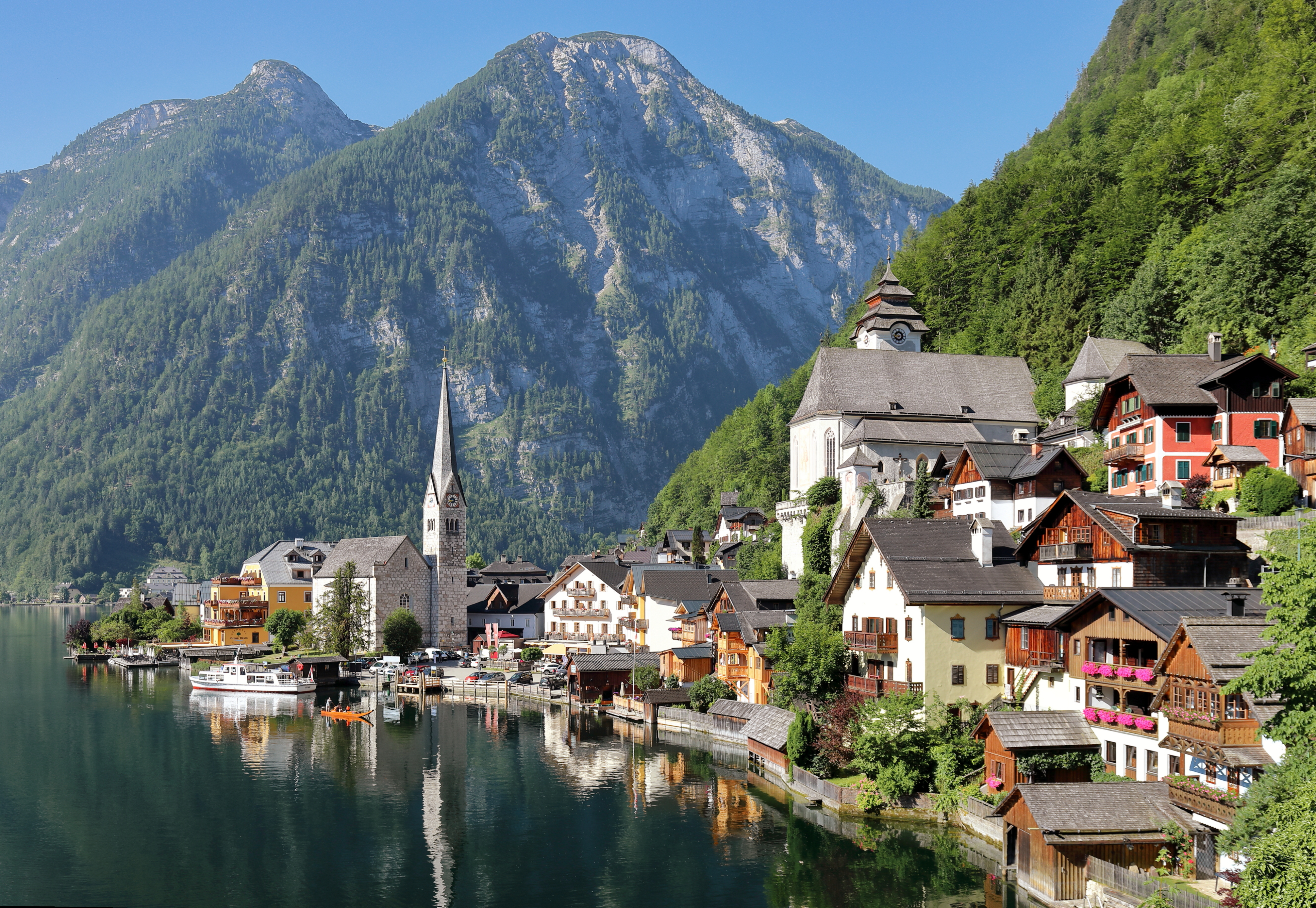
A világörökségi helyszínként szolgárló hallstatti-tó
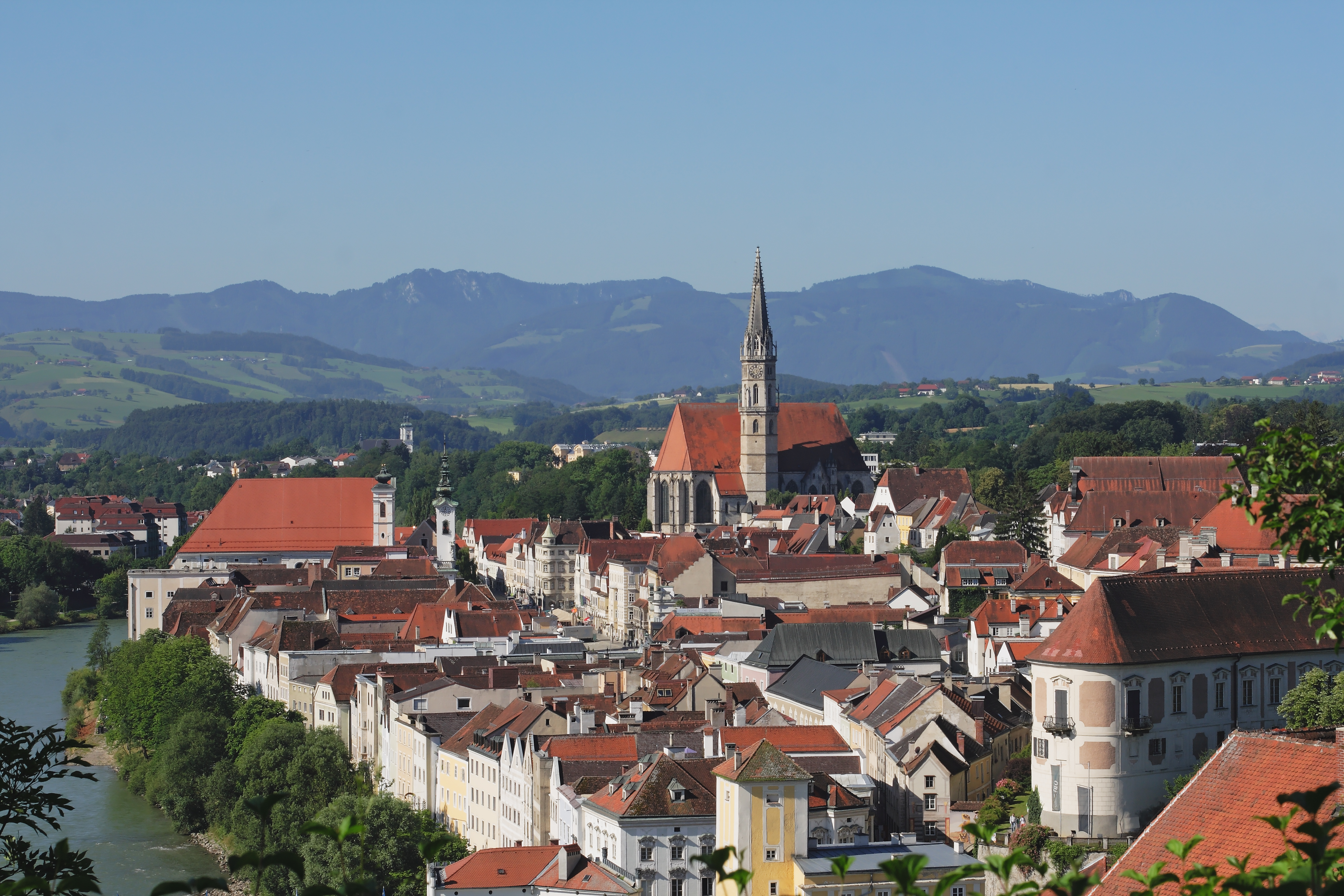
Steyr középkori városa
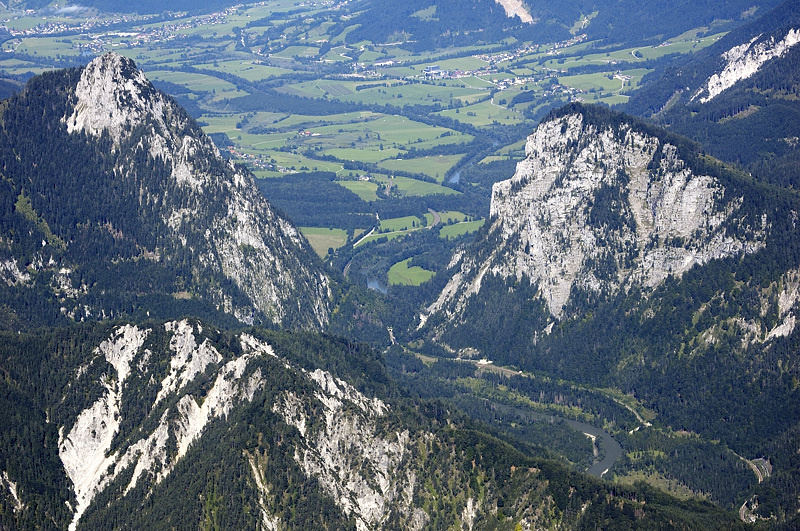
Az Enns-völgye
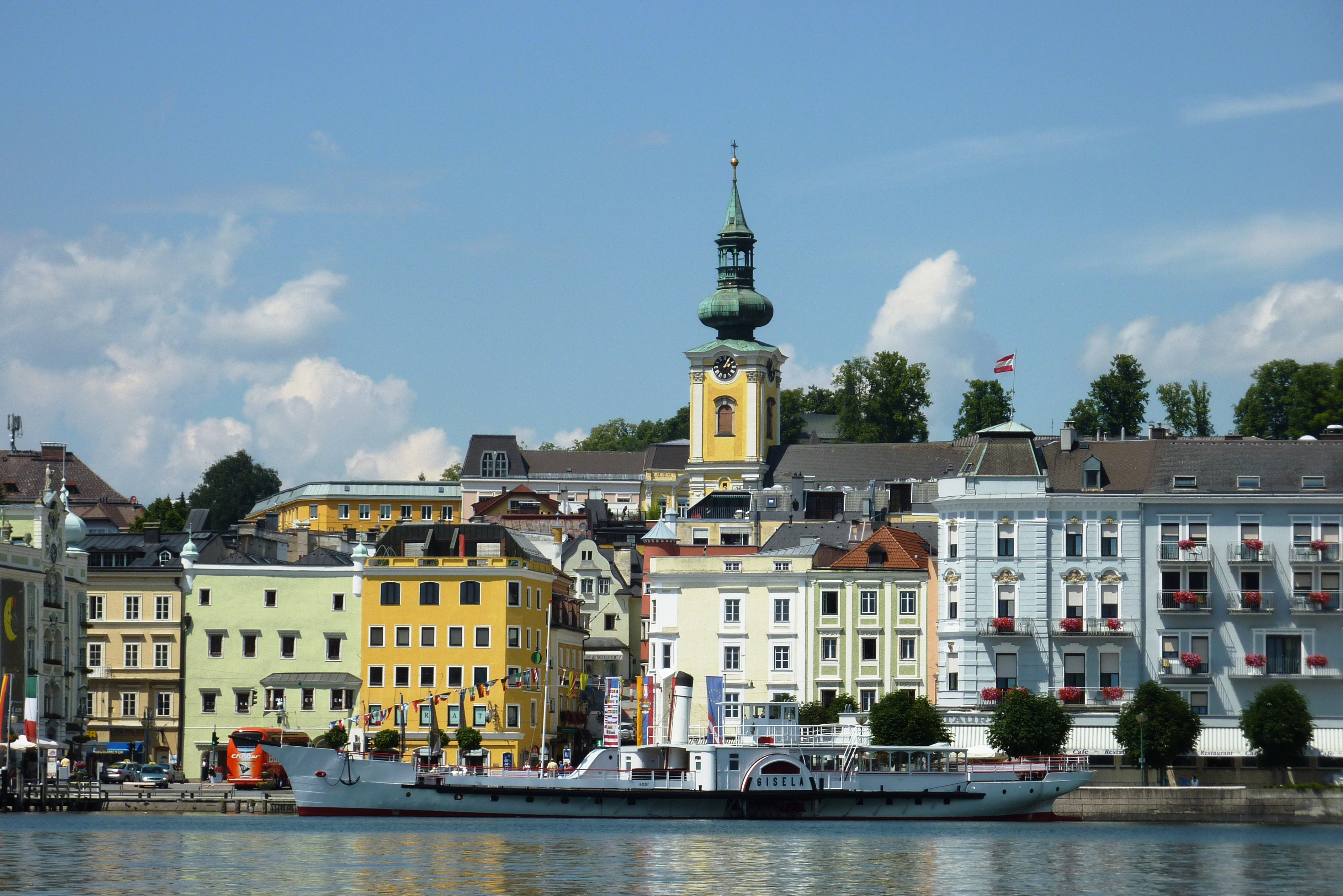
Gmunden a Traunsee partján